# Scaphyglottis brasiliensis
Scaphyglottis brasiliensis é uma espécie de orquídea epífita, família Orchidaceae, que habita o sudeste do Brasil.